# Біблія короля Вацлава

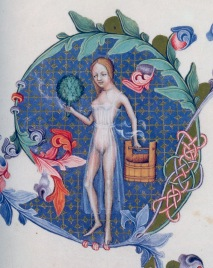
Фрагмент сторінки з «Біблії Вацлава»: Bademädchen (Cod. 2759, fol. 160)

«Біблія короля Вацлава» (нім. Wenzelsbibel, англ. Wenzel Bible), також відома як «Біблія Венцеля» або «Біблія Венцеслава» — шеститомне рукописне ілюміноване видання Старого Завіту (від книги Буття до книги пророка Єзекіїля) німецькою мовою, виконане в 1389—1400 роках на замовлення німецького і чеського короля Вацлава IV (також відомий як король Венцеслав, король Венцель). Видання оформлено багато виконаними кольоровими ілюстраціями та прикрасами тексту. Нині перебуває в зібраннях Австрійської національної бібліотеки у Відні.

## Опис

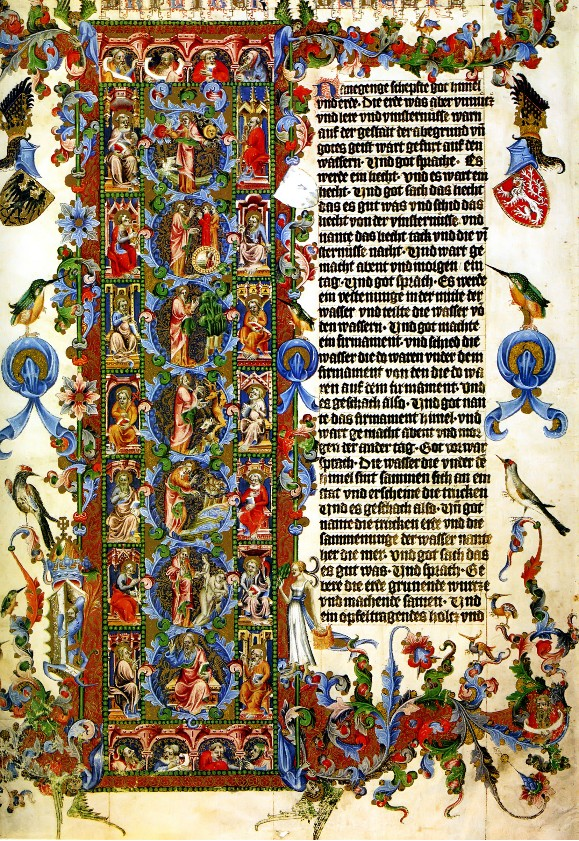
Перша сторінка книги Буття, «Біблія Вацлава»

Рукопис складається з шести томів, 1176 аркушів пергаменту розміром 53 на 36,5 см, що включають і аркуші, додані в ході робіт з реконструкції та відновлення манускрипту у 1790 році. На кожному аркуші є дві колонки тексту по 36 рядків кожна, на кожній сторінці також є розмальований заголовок і/або буквиця. Особливу художню цінність являють 654 частково визолочених мініатюри, що зображують біблійні сцени, фігури героїв при цьому, як правило, одягнені в повсякденні костюми середини-кінця XIV століття. Для створення манускрипту використано 607 шкур телят.
Рукопис виконано в готичному шрифтовому стилі текстури, що означає, що текст покриває сторінку рівномірно, характерною особливістю цього стилю є специфічна «витягнутість» букв. Розділові знаки практично відсутні, велика літера використовується тільки на початку сторінки. Оригінал манускрипту має значну історичну та культурну цінність і нині доступний для громадськості тільки у вигляді факсимільної копії високої точності. Історики припускають, що, за початковим задумом, планувалося створити повний переклад Старого Завіту, але цьому завадило повалення Вацлава з престолу Чехії в 1400 році.
Імена писарів точно невідомі, але дослідники припускають, що авторами були вісім груп художників і писарів, відповідальних кожен за певну ділянку роботи — зображення мініатюр — нанесення самого тексту тощо. Назви цих артілей відомі сучасним дослідникам (див. Вацлавська майстерня). Найпевніше, автором більшості робіт і основним виконавцем була Артіль майстра на ім'я Франа (Франтішек).

### Мініатюри
«Біблія Вацлава» — одне з найвідоміших зібрань графічних середньовічних європейських мініатюр XIV століття. Мотиви мініатюр надзвичайно різноманітні: створення Господом Єви, купання дівчат, сцени бою і страти, сам король Вацлав із дружиною (імовірно, з Софією), і навіть сцени зґвалтування дружини левіта групою язичників. Використано також відверто еротичні мотиви, як, наприклад, ілюстрації, що зображують дівчину-лазни́цю в абсолютно прозорому одязі, що не приховує ліній тіла, яка тримає в руках символ своєї професії — дерев'яні відра і банні віники. Ці мініатюри мають також ілюстративну цінність через достовірне зображення особливостей побуту, одягу, харчування та інших повсякденних життєвих ситуацій XIV століття. Директор Празької інформаційної служби Вацлав Новотний, відкриваючи в Празі постійну виставку репродукцій мініатюр з «Біблії Вацлава», заявив:
|  | Ми раді, що нам пішла назустріч Національна бібліотека у Відні, де зберігається ілюстрована Біблія Вацлава Четвертого. На цих мініатюрах зображено сценки того часу. Завдяки цьому відвідувачі можуть дізнатися про те, що тоді їли та пили, якою була мода, чим люди лікувалися і як воювали, що продавалося на місцевих ринках тощо. |

## Історія створення
Протягом усього XIV століття римо-католицька церква активно боролася за владу і вплив на європейців, зокрема й за допомогою жорстокого придушення початків реформаційного руху, а саме заборонами на поширення Біблії рідними мовами населення країн Європи (підтверджуваними прокатоличними монархами цих територій), гоніннями на проповідників не католицького віросповідання. Як король Чехії, Вацлав IV прагнув захистити релігійного реформіста Яна Гуса і його послідовників від спроб католицької церкви оголосити їх єретиками. Празький католицький архієпископ Збінек прямо звинуватив Гуса в єресі, що кидало тінь і на короля. Створення «Біблії Вацлава» стало викликом у відповідь на тиск Римської церкви.
Всі фінансові витрати взяв на себе Мартін Ротлєв (Martin Rotlev), багатий купець, що мав фінансові зв'язки в Люксембурзі. З поваленням Вацлава з престолу 1400 року робо́ти зі створення книги припинилися, і були фактично завершені тільки 1441 року, за велінням імператора Фрідріха III Габсбурга.

### Спадкоємність володіння рукописом
- 1447 — рукописом володіє династія Габсбургів. Упорядкування сторінок рукопису. На сторінках ставиться акронім «AEIOU».
- 1500 — рукопис відправлено в Гофбург, резиденцію тірольських ерцгерцогів.
- 1580 — «Біблією Вацлава» володіє австрійський ерцгерцог Фердинанд II.
- 1665 — тірольська лінія Габсбургів зникає. Рукопис відправляється до Віденської імператорської бібліотеки.
- 1790—1803 — в очікуванні можливого захоплення в ході наполеонівських воєн створено спрощену копію шеститомного рукопису, покликану збити з пантелику можливих викрадачів.
- від 1936 року й донині — пронумеровано в рамках віденського Codices Vindobonensis, рукопису надано номер 2759—2764. Зберігається в Австрійській національній бібліотеці.

## Ілюстрації

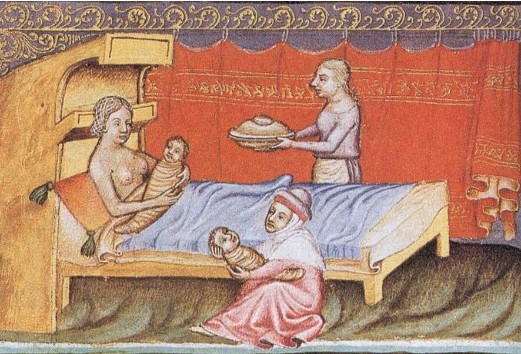
Пологи. Мініатюра з «Біблії Вацлава»
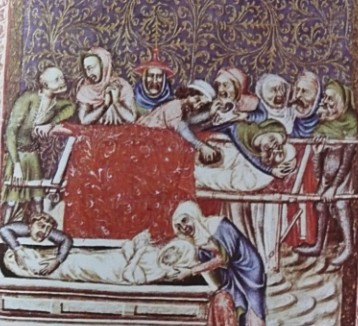
Похорон. Мініатюра з «Біблії Вацлава»
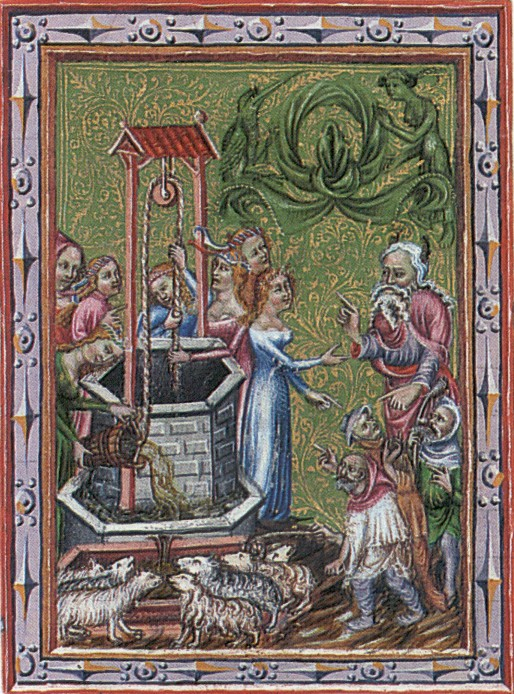
Челядь Авраама зустрічає Ревеку біля колодязя. Мініатюра з «Біблії Вацлава»
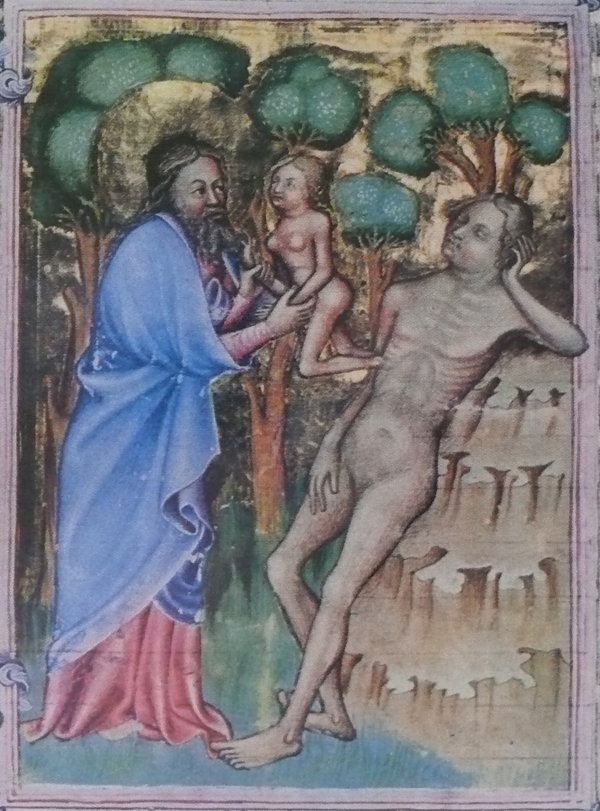
Створення Єви. Мініатюра з «Біблії Вацлава»